# Liste des cabinets et gouvernements du pays de Galles
Cet article présente la liste des cabinets et gouvernements du pays de Galles depuis le cabinet Michael jusqu’à aujourd’hui.

## Liste des cabinets et gouvernements du pays de Galles
| Mandature | Chef            | Chef               | Chef                                          | Structure gouvernementale             | Structure gouvernementale | Structure gouvernementale      | Structure gouvernementale | Structure gouvernementale                                                             | Fin             |
| Mandature | Nom             | Rang               | Nomination                                    | Type                                  | Nom                       | Rang supérieur                 | Rang inférieur            | Nomination                                                                            | Fin             |
| --------- | --------------- | ------------------ | --------------------------------------------- | ------------------------------------- | ------------------------- | ------------------------------ | ------------------------- | ------------------------------------------------------------------------------------- | --------------- |
| Ire       | Alun Michael    | Premier secrétaire | 12 mai 1999                                   | Cabinet de l’Assemblée                | Michael                   | Secrétaire                     | —                         | 12 mai 1999                                                                           | 9 février 2000, |
| Ire       | Rhodri Morgan   | Premier secrétaire | 9 février 2000 (intérimaire), 15 février 2000 | Cabinet de l’Assemblée                | Morgan I                  | Secrétaire                     | Vice-secrétaire           | 22 février 2000 (secrétaires) 23 février 2000 (vice-secrétaires)                      | 16 octobre 2000 |
| Ire       | Rhodri Morgan   | Premier ministre   | 9 février 2000 (intérimaire), 15 février 2000 | Cabinet de l’Assemblée                | Morgan II                 | Vice-premier ministre Ministre | Vice-ministre             | 16 octobre 2000 (ministres) 17 octobre 2000 (vice-ministres)                          | 7 mai 2003      |
| IIe       | Rhodri Morgan   | Premier ministre   | 7 mai 2003                                    | Cabinet de l’Assemblée                | Morgan III                | Ministre                       | Vice-ministre             | 8 mai 2003 (ministres) 13 mai 2003                                                    | 25 mai 2007     |
| IIIe      | Rhodri Morgan   | Premier ministre   | 25 mai 2007                                   | Gouvernement de l’Assemblée galloise, | Morgan I                  | Ministre                       | Vice-ministre             | 25 mai 2007                                                                           | 19 juillet 2007 |
| IVe       | Rhodri Morgan   | Premier ministre   | 25 mai 2007                                   | Gouvernement de l’Assemblée galloise, | Morgan II                 | Vice-premier ministre Ministre | Vice-ministre             | 11 juillet 2007 (vice-premier ministre) 19 juillet 2007 (ministres et vice-ministres) | 9 décembre 2009 |
| IVe       | Carwyn Jones    | Premier ministre   | 9 décembre 2009                               | Gouvernement de l’Assemblée galloise, | Jones I                   | Vice-premier ministre Ministre | Vice-ministre             | 10 décembre 2009                                                                      | 11 mai 2011     |
| IVe       | Carwyn Jones    | Premier ministre   | 11 mai 2011                                   | Gouvernement de l’Assemblée galloise, | Jones II                  | Ministre                       | Vice-ministre             | 13 mai 2011                                                                           | 18 mai 2016     |
| IVe       | Carwyn Jones    | Premier ministre   | 11 mai 2011                                   | Gouvernement gallois                  | Jones II                  | Ministre                       | Vice-ministre             | 13 mai 2011                                                                           | 18 mai 2016     |
| Ve        | Carwyn Jones    | Premier ministre   | 18 mai 2016                                   | Jones III                             | Secrétaire de cabinet     | Ministre                       | 19 mai 2016               | 12 décembre 2018                                                                      |                 |
| Ve        | Mark Drakeford  | Premier ministre   | 12 décembre 2018                              | Drakeford I                           | Ministre                  | Vice-ministre                  | 13 décembre 2018          | 12 mai 2021                                                                           |                 |
| VIe       | Mark Drakeford  | Premier ministre   | 12 mai 2021                                   | Drakeford II                          | Ministre                  | Vice-ministre                  | 13 mai 2021               | 21 mars 2024                                                                          |                 |
| VIe       | Vaughan Gething | Premier ministre   | 20 mars 2024                                  | Gething                               | Secrétaire de cabinet     | Ministre                       | 21 mars 2024              | 5 août 2024                                                                           |                 |
| VIe       | Eluned Morgan   | Premier ministre   | 6 août 2024                                   | Eluned Morgan                         | Secrétaire de cabinet     | Ministre                       | 7 août 2024               |                                                                                       |                 |